# Aleksy II (cesarz Trapezuntu)
Aleksy II (ur. sierpień 1282, zm. 3 maja 1330) – cesarz Trapezuntu od 1297 do 3 maja 1330 roku.

## Życiorys
Był najstarszym synem Jana II i Eudokii Paleologiny. Wstąpił na tron w wieku 14 lat po śmierci jego ojca. Jego panowanie to konflikty z muzułmanami, Genueńczykami, cesarzem bizantyńskim. Prowadził też negocjacje z papiestwem w sprawie przyjęcia katolicyzmu. W 1301 roku odbił Chalybię i miasto Kerasunt z rąk Turkmenów. Jego żoną była gruzińska księżniczka Dżiadżak Dżakeli. Mieli sześcioro dzieci:
- Andronik III Wielki Komnen, cesarz Trapezuntu 1330-1332
- Bazyli Wielki Komnen, cesarz Trapezuntu 1332-1340
- Michał Anachutlu, zamordowany z rozkazu Andronika III w 1330
- Jerzy Achpougas, zamordowany z rozkazu Andronika III w 1330
- Anna Anachutlu, cesarzowa Trapezuntu 1342-1344
- Eudokia, która wyszła za muzułmańskiego emira Synopy.